# Týnišťko
Týnišťko é uma comuna checa localizada na região de Pardubice, distrito de Ústí nad Orlicí.